# Marianna Fontana
Pour les articles homonymes, voir Fontana.
Marianna Fontana, née le 24 avril 1997 à Maddaloni dans la région de la Campanie, est une actrice et chanteuse italienne. Elle a une sœur jumelle, Angela Fontana, qui est également actrice et chanteuse.

## Biographie
Marianna Fontana débute comme actrice au cinéma en 2016 en interprétant en compagnie de sa sœur jumelle Angela le rôle de l'une des deux sœurs siamoises Daisy et Viola dans le drame Indivisibili d'Edoardo De Angelis. Succès critique à sa sortie en Italie, ce film obtient notamment dix sept nominations lors de la 62e cérémonie des David di Donatello et offre une exposition médiatique aux deux sœurs, qui obtiennent notamment une nomination commune au David di Donatello de la meilleure actrice et Globe d'or de la meilleure actrice.
La carrière des sœurs jumelles se sépare ensuite. En 2018, Marianna est à l'affiche du drame Capri-Revolution de Mario Martone dans lequel elle joue le rôle principal, celui de la jeune Lucia, une bergère illettrée vivant sur l'île de Capri et qui se retrouve en contact avec un groupe d'artistes venus d'Europe du Nord. Ce film, inspiré par l'histoire d'un groupe similaire dirigé par le peintre surréaliste Karl Wilhelm Diefenbach, offre à Marianna une nouvelle nomination au David di Donatello de la meilleure actrice en 2019.

## Filmographie

### Au cinéma
- 2016 : Indivisibili d'Edoardo De Angelis
- 2018 : Capri-Revolution de Mario Martone
- 2021 : I fratelli De Filippo de Sergio Rubini

### À la télévision
- 2020 : Romulus de Matteo Rovere : Ilia, fille d'Amulius, vestale encore enfant.

## Distinctions
- Prix Guglielmo Biraghi en 2017 pour Indivisibili.
- Nomination au David di Donatello de la meilleure actrice en 2017 pour Indivisibili.
- Nomination au Globe d'or de la meilleure actrice en 2017 pour Indivisibili.
- Nomination au David di Donatello de la meilleure actrice en 2019 pour Capri-Revolution.